# Baia di Guyou
La baia di Guyou è una baia larga circa 6 km situata sulla costa nord-occidentale dell'isola Brabant, una delle isole dell'arcipelago Palmer, al largo della costa nord-occidentale della Terra di Graham, in Antartide. Nella baia, la cui bocca si apre tra punta Metchnikoff, a nord, e capo Claude, a sud, si gettano diversi ghiacciai, tra cui il Dodelen e l'Oshane.

## Storia
Scoperta durante la spedizione di ricerca francese in Antartide svolta dal 1904 al 1907 al comando di Jean-Baptiste Charcot, la baia di Guyou è stata da quest'ultimo così battezzata in onore di Émile Guyou, un capitano della marina militare francese che fu membro della commissione che pubblicò i risultati scientifici della sopraccitata spedizione. Nel 1960 tale nome fu infine confermato dal Comitato consultivo dei nomi antartici.